# Pattalinus charis
Pattalinus charis är en skalbaggsart som beskrevs av Bates 1881. Pattalinus charis ingår i släktet Pattalinus och familjen långhorningar. Inga underarter finns listade i Catalogue of Life.